# Ibrahim ibn al-Ashtar
Ibrāhīm ibn Mālik al-Ashtar (in arabo ﺍﺑﺮﺍﻫﻴﻢ ﺑﻦ ﻣﺎﻟﻚ ﺍلاﺷﺘﺮ‎?; ... – ottobre 691) è stato un generale arabo di sentimenti alidi.
Figlio del noto comandante che operò per conto del califfo ʿAlī b. Abī Ṭālib, Ibrāhīm condivise i sentimenti del padre e si dedicò anch'egli al mestiere delle armi per far prevalere le tesi alidi.
È noto per aver sostenuto la causa del filo-alide al-Mukhtār b. Abī ʿUbayd, che affermava di agire in nome e per conto del figlio del quarto califfo, Muḥammad b. al-Ḥanafiyya, per vendicare la morte di al-Ḥusayn b. ʿAlī e per abbattere il potere omayyade, giudicato usurpatore e iniquo, in difesa degli interessi dei muqātila (combattenti) iracheni.
Dopo la sua vittoria il 6 agosto 686 contro le forze omayyadi nella battaglia del fiume Khāzir, 37 km a est di Mosul - la prima vittoria di forze irachene contro le rinomate e temibili truppe siriane - in cui furono uccisi al-Ḥuṣayn ibn al-Numayr al-Sakūnī e il Wālī di Kūfa, ʿUbayd Allāh ibn Ziyād, la cui testa, spiccata dal busto, fu inviata ad al-Mukhtār, che la fece a sua volta recapitare ad ʿAbd Allāh b. al-Zubayr, che controllava l'Ḥijāz e il sud dell'Iraq, in aperta rivolta anch'egli contro il califfo omayyade ʿAbd al-Malik b. Marwān.
Dopo la morte di al-Mukhtār, Ibrāhīm passò dalla parte di Ibn al-Zubayr, il cui fratello Muṣʿab era stato il responsabile dell'uccisione di al-Mukhtār, mentre questi tentava di rompere l'assedio di Kūfa imposto proprio dal fratello di ʿAbd Allāh b. al-Zubayr.
Morì nell'ottobre del 691 e il suo cadavere fu dato alle fiamme, in segno di estremo oltraggio da parte delle forze califfali.